# Bolxoi Iugan
El Bolxoi Iugan o Gran Iugan (rus: Большо́й Юга́н) és un riu de Rússia, a Sibèria Occidental. Té una llargària de 1.063 km, és afluent per l'esquerra del riu Obi.

## Geografia
El riu flueix al sud-oest del districte autònom de Khàntia-Mànsia. Té una conca de 34.700 km², i neix a la part occidental de la regió dels aiguamolls de Vassiugan, d'on flueix en direcció general cap al nord. El seu curs és molt sinuós i ric en meandres. Travessa una regió bastament plana, formada sobretot per aiguamolls i llacunes. Desemboca en un braç lateral de l'Obi.
El riu es glaça d'octubre a començaments de maig. No passa per cap vila habitada d'importància.